# 11622 Samuele
11622 Samuele è un asteroide della fascia principale. Scoperto nel 1996, presenta un'orbita caratterizzata da un semiasse maggiore pari a 2,7174662 UA e da un'eccentricità di 0,1602499, inclinata di 13,33978° rispetto all'eclittica.
L'asteroide è dedicato all'astronomo amatoriale italiano Samuele Marconi.